# الجرح (مسلسل)
الجرح مسلسل تلفزيوني عراقي عرض في عام 1993.

## الممثلون
- قاسم محمد
- كريم محسن
- عواطف نعيم
- نزار السامرائي
- عبد الخالق المختار
- حياة حيدر
- سامي قفطان
- ريكاردوس يوسف
- هند كامل
- طه علوان
- سعدية الزيدي
- خالد علي